# Đường cao tốc

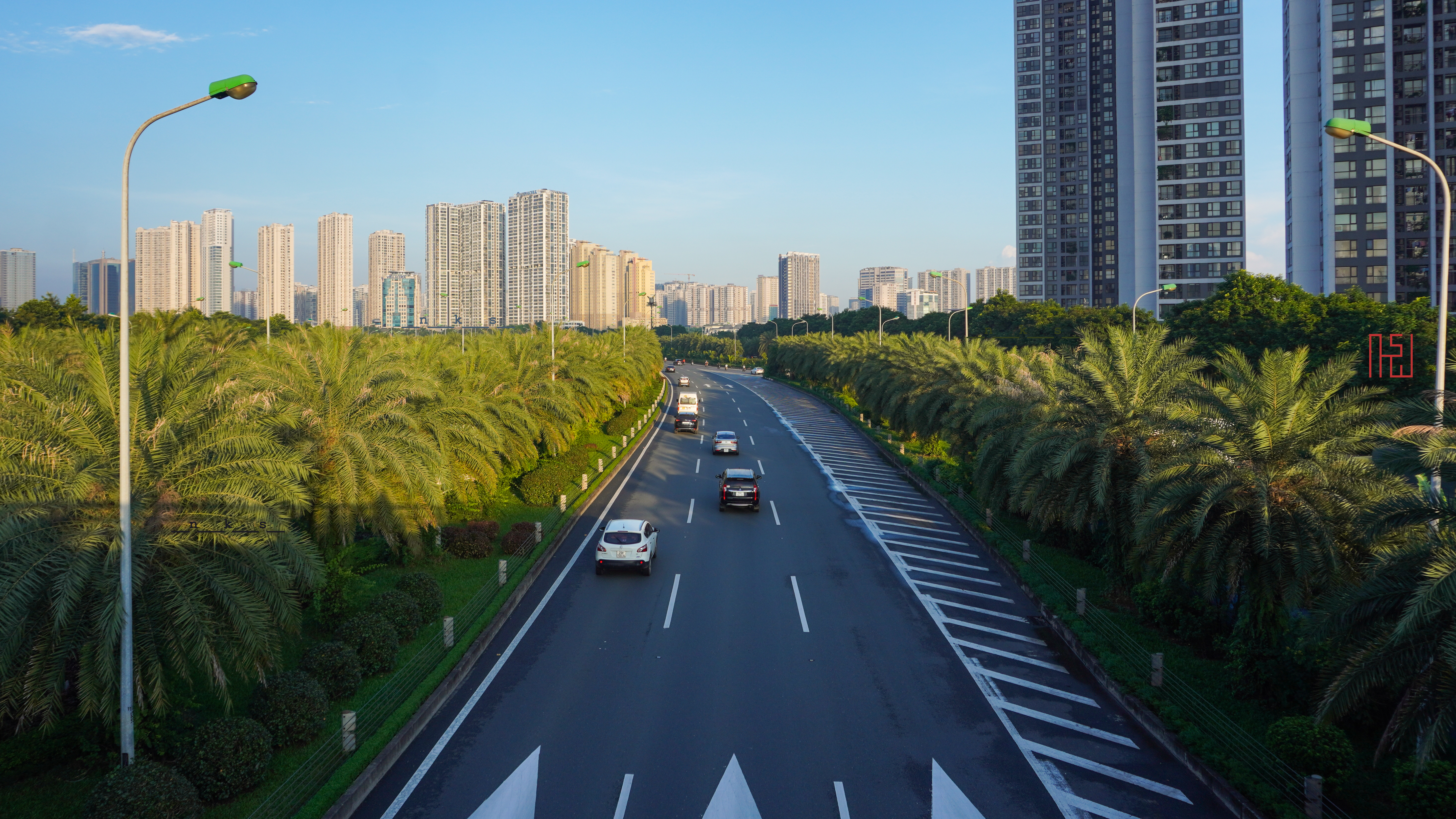
Đại lộ Thăng Long đoạn qua Mễ Trì, Nam Từ Liêm

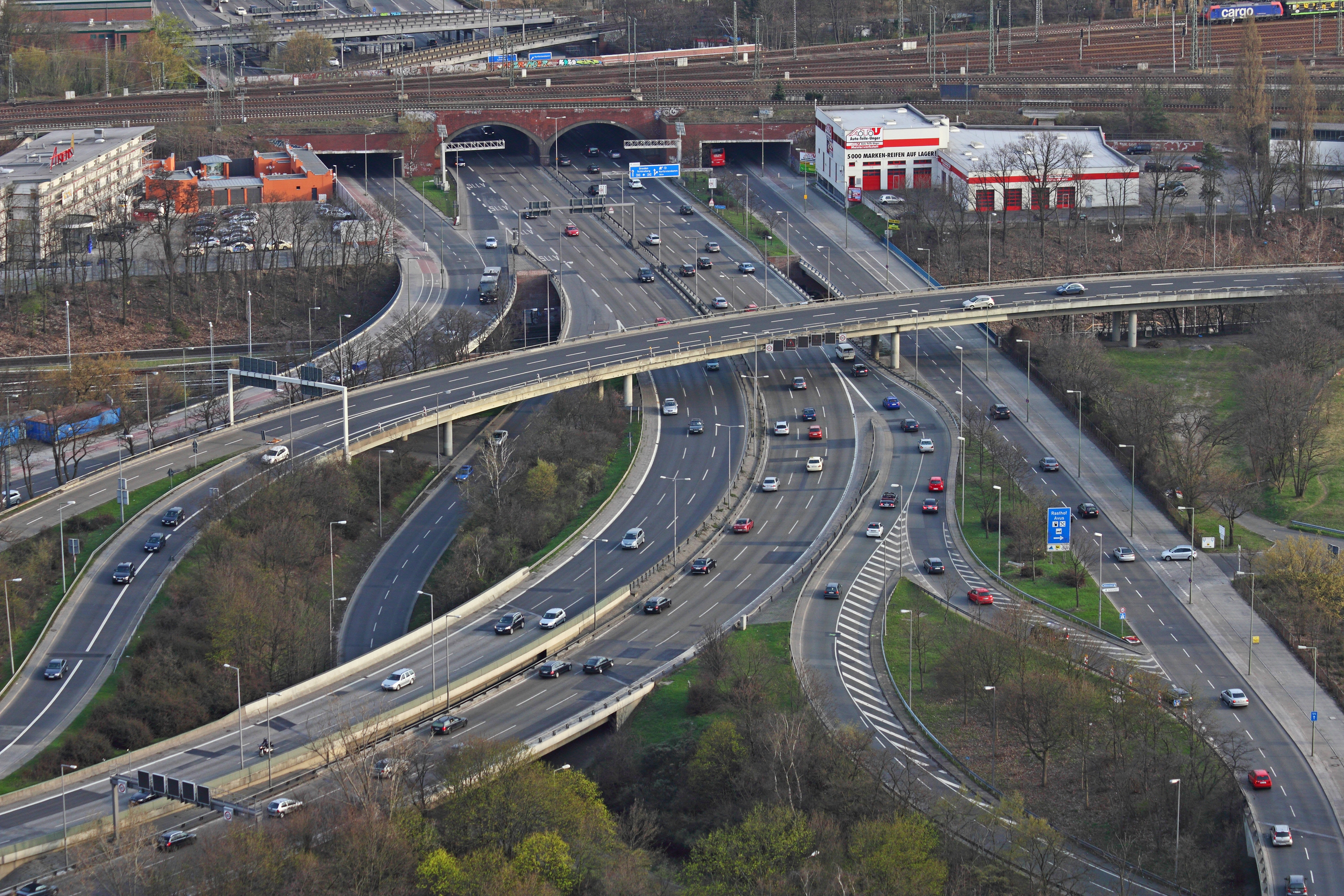
Autobahn ở Đức và nút giao thông khác mức với cầu nối, cầu vượt và đường dẫn, đoạn gần tháp truyền hình Berlin

Biển báo này, hoặc một số biến thể của nó, được sử dụng để biểu thị đường cao tốc ở nhiều quốc gia.

Đường cao tốc hay đường có kiểm soát lối ra vào (như trong tiếng Anh được viết là controlled–access highway) là một loại xa lộ được thiết kế đặc biệt cho xe cộ lưu thông ở tốc độ cao với tất cả các chiều lưu thông, lối ra vào có kiểm soát. Loại đường này được biết với nhiều tên gọi khác nhau khắp thế giới trong đó có Autobahn (Đức), autopista (các nước nói tiếng Tây Ban Nha), autoroute (các nước nói tiếng Pháp), autostrada (Ý), autosnelweg (Hà Lan và Bỉ), freeway, expressway (Hoa Kỳ), motorway (Vương Quốc Anh),...
Có thể thấy là các thuật ngữ này hầu hết không đưa yếu tố tốc độ cao để đặt tên cho loại đường này mà đều giống nhau ở chỗ phản ảnh công năng của đường là dành cho xe ô tô. Thế nhưng, các nước như Trung Quốc, Nhật Bản và cả Việt Nam lại đưa yếu tố tốc độ cao và đặt tên cho loại đường này. Trung Quốc gọi là 高速公路(Gāosù gōnglù, cao tốc công lộ), Nhật Bản là 高速道路 (Kōsoku dōro, cao tốc đạo lộ), còn Việt Nam gọi là đường ô tô cao tốc hay thông thường được dùng tắt là đường cao tốc, cao tốc.
Đường cao tốc cho phép dòng xe lưu thông không bị cản trở vì không có đường giao cắt cùng mức với các hệ thống đường bộ thông thường khác hoặc với đường sắt nên không có xung đột khi chạy xe, hay nói cách khác thì xe luôn chạy theo đường một chiều. Các tuyến đường bộ hay đường sắt khi giao cắt với đường ô tô cao tốc phải đi khác mức, tức là chui xuống dưới hay vượt lên trên con đường này. Xe cộ ra vào đường cao tốc bằng các làn tách, nhập dòng xe dẫn đế các lối ra, vào (ramps) cho phép sự thay đổi tốc độ lái xe giữa đường cao tốc và đường thông thường. Trên đường cao tốc, hai chiều lưu thông được tách ra bằng dải phân cách ở giữa (ví dụ như một dải đất trồng cây cỏ hay dải tường bê tông...).
Đường cao tốc như chúng ta thấy ngày nay đã tiến hóa trong suốt nữa đầu thế kỷ 20. Long Island Motor Parkway, được giới tư nhân đầu tư và khánh thành vào năm 1908, là đường có kiểm soát lối ra vào đầu tiên trên thế giới. Đức bắt đầu xây dựng hệ thống đường cao tốc nổi tiếng của họ là Reichsautobahn (lúc đó được gọi là xa lộ đôi) sau Chiến tranh thế giới thứ nhất. Đức nhanh chóng lập ra hệ thống đường như thế trên toàn đất nước với tiên đoán rằng chúng sẽ được sử dụng trong Chiến tranh thế giới thứ hai. Chẳng bao lâu sau đó, nước Ý làm theo và khánh thành Autostrada đầu tiên của họ vào năm 1925. Tỉnh Ontario và tiểu bang Pennsylvania khánh thành freeway đầu tiên tại Bắc Mỹ vào năm 1940. Nước Anh bị lệ thuộc nặng nề vào đường sắt nên không xây dựng motorway đầu tiên của họ cho đến giữa thập niên 1950.
Hầu hết các quốc gia có công nghệ tiên tiến đều có một mạng lưới đường cao tốc rộng khắp để cung cấp khả năng di chuyển trong đô thị hoặc du lịch nông thôn với tốc độ cao hoặc cả hai. Nhiều quốc gia có hệ thống đánh số tuyến đường cấp quốc gia hoặc thậm chí là cấp quốc tế (ví dụ: tuyến E của Châu Âu).
Hầu hết các đường cao tốc chỉ dành cho xe ô tô. Tuy nhiên, ở một số quốc gia như Hoa Kỳ, xe mô tô cũng được phép di chuyển trên đường cao tốc. Các đường cao tốc không cho phép người đi bộ và xe thô sơ lưu thông.

## Định nghĩa
Có một số tiêu chuẩn quốc tế đưa ra một số định nghĩa về các từ như đường cao tốc, nhưng không có định nghĩa chính thức cho các từ tiếng Anh như "motorway", "freeway" và "expressway" hoặc các từ tương đương trong các ngôn ngữ khác như autoroute, Autobahn, autostrada, autocesta, được chấp nhận trên toàn thế giới—trong hầu hết các trường hợp, những từ này được xác định theo quy chế địa phương hoặc tiêu chuẩn thiết kế hoặc các hiệp ước quốc tế khu vực. Các mô tả được sử dụng rộng rãi bao gồm:

### Công ước Viên về Báo hiệu và Tín hiệu Giao thông Đường bộ
"Đường cao tốc" nghĩa là đường được thiết kế và xây dựng đặc biệt cho giao thông cơ giới không phục vụ các khu vực giáp ranh với nó và:
1. Được cung cấp, ngoại trừ tại các điểm đặc biệt hoặc tạm thời, các đường riêng cho hai hướng giao thông, được phân cách với nhau bằng dải phân cách không dành cho giao thông hoặc, trong trường hợp đặc biệt, bằng các phương tiện khác;
2. Không cắt ngang mức với bất kỳ đường bộ, đường sắt hoặc đường xe điện hay lối đi bộ nào; Và,
3. Được đặt biển báo đặc biệt là đường cao tốc;[1]

Một biểu tượng màu xanh lá cây hoặc xanh lam (như ) xuất hiện tại lối vào đường cao tốc ở các quốc gia tuân theo Công ước Viên. Các lối thoát được đánh dấu bằng một ký hiệu khác: .
Các định nghĩa về "đường cao tốc" của OECD và PIARC gần như giống hệt nhau.

### ITE
Freeway: Là một đường lộ chính có phân cách, có kiểm soát hoàn toàn lối ra vào và không có các đường khác chạy cắt ngang trên cùng mặt đường với nó. Định nghĩa này áp dụng đối với cả đường thu phí và không thu phí.
Freeway loại A: Được đặt cho các đường lộ có hình thể phức tạp hơn và có lượng giao thông cao. Thường thường loại đường này được tìm thấy tại các vùng đô thị trong hoặc gần thành phố trung tâm và hoạt động xuyên suốt phần lớn thời gian xế chiều với khả năng tiếp nhận lượng xe cộ bằng hay gần với thiết kế.
Freeway loại B: Được đặt cho tất cả các đường lộ có phân cách khác, được kiểm soát hoàn toàn các lối ra vào là nơi đèn giao thông cần đến.
Tại Liên minh châu Âu, vì mục đích thống kê và an toàn, có thể có một số khác biệt giữa motorway và expressway. Ví dụ, đường huyết mạch có thể được coi là:
Đường phục vụ đường dài và chủ yếu là di chuyển liên đô thị. Bao gồm motorway (thành thị hoặc nông thôn) và expressway (đường không phục vụ các khu vực giáp ranh và có đường riêng cho hai chiều giao thông). Các trục đường chính có thể đi qua các khu vực đô thị, phục vụ việc di chuyển ra ngoại ô. Giao thông được đặc trưng bởi tốc độ cao và kiểm soát truy cập toàn bộ hoặc một phần (nút giao hoặc nút giao được điều khiển bởi đèn giao thông). Các đường khác dẫn đến trục đường chính được kết nối với trục đường này thông qua các đường gom phụ.
Theo quan điểm này, định nghĩa của CARE là đường cao tốc được hiểu là:
đường công cộng có hai làn đường và ít nhất hai làn xe mỗi chiều. Tất cả các lối vào và lối ra đều có biển chỉ dẫn và tất cả các nút giao đều được phân lớp. Rào chắn trung tâm hoặc dải phân cách hiện diện khắp đường. Không được phép băng qua, chỉ được phép dừng trong trường hợp khẩn cấp. Hạn chế tiếp cận các phương tiện cơ giới, cấm người đi bộ, động vật, xe đạp, xe gắn máy, xe nông nghiệp. Tốc độ tối thiểu không thấp hơn 50 km/h và tốc độ tối đa không cao hơn 130 km/h (ngoại trừ Đức không xác định giới hạn tốc độ)
Đường cao tốc được thiết kế để vận chuyển lưu lượng lớn ở tốc độ cao với số lượng tai nạn thấp nhất có thể. Chúng cũng được thiết kế để thu thập lưu lượng giao thông đường dài từ các con đường khác, do đó tránh được xung đột giữa giao thông đường dài và giao thông địa phương. Theo định nghĩa chung của Châu Âu, Đường cao tốc được định nghĩa là "một con đường được thiết kế và xây dựng đặc biệt cho giao thông cơ giới, không phục vụ các khu vực giáp ranh với nó và: (a) được cung cấp, ngoại trừ tại các điểm đặc biệt hoặc tạm thời, với đường riêng cho hai hướng giao thông, được ngăn cách với nhau bằng dải phân cách không dành cho giao thông hoặc đặc biệt bằng các phương tiện khác; (b) không cắt ngang mức với bất kỳ đường bộ, đường sắt hoặc xe điện hoặc lối đi bộ nào; (c) được đặt biển báo đặc biệt là đường cao tốc và dành riêng cho các loại phương tiện cơ giới đường bộ cụ thể.” Đường cao tốc đô thị cũng được bao gồm trong định nghĩa này. Tuy nhiên, định nghĩa quốc gia tương ứng và loại đường có thể có sự khác biệt nhỏ ở các quốc gia EU khác nhau.

### Tiêu chuẩn Anh Quốc
Đường cao tốc: Đường hai chiều có giới hạn lối vào, không bị các làn đường giao thông khác cắt ngang cùng mức, dành riêng cho một số loại phương tiện cơ giới nhất định.

### TCVN5729:2012[8]
Đường cao tốc là đường dành cho xe cơ giới, có dải phân cách chia đường cho xe chạy hai chiều riêng biệt; không giao nhau cùng mức với một hoặc các đường khác; được bố trí đầy đủ trang thiết bị phục vụ, bảo đảm giao thông liên tục, an toàn, rút ngắn thời gian hành trình và chỉ cho xe ra, vào ở những điểm nhất định.

## Lịch sử

Bản đồ lịch sử biểu thị xa lộ A8–A9 xưa kia tại Ý. Đây là đường cao tốc đầu tiên được xây dựng trên thế giới, ngày 21 tháng 9 năm 1924.

Các xa lộ có giới hạn lối ra vào như ngày nay đã tiến hóa trong nữa đầu thế kỷ 20. Đường công viên Long Island, do tư nhân đầu tư và khánh thành năm 1908 là đường lộ có giới hạn lối ra vào đầu tiên trên thế giới. Nó gồm có nhiều đặc điểm như ngày nay trong đó phải kể là các lối dành cho đổi chiều lưu thông, có hàng rào an toàn và mặt đường được gia cố bằng bê tông.
Đa số các xa lộ có giới hạn lối ra vào có nguồn gốc bắt đầu vào thập niên 1920 để đáp ứng với việc sử dụng xe hơi tăng nhanh, nhu cầu di chuyển nhanh hơn giữa các thành phố và cũng là kết quả của sự cải tiến trong quy trình làm mặt đường, kỹ thuật và vật liệu. Các xa lộ cao tốc ban đầu được gọi là "các xa lộ đôi". Mặc dù được phân cách, chúng vẫn mang ít nét giống như các xa lộ cao tốc ngày nay.
Xa lộ đôi đầu tiên trên thế giới được khánh thành vào năm 1924 giữa thành phố Milan và Varese và hiện nay là một phần của các đường cao tốc A8 và A9 tại Ý. Xa lộ này mặc dù được phân cách nhưng chỉ có một làn xe mỗi chiều và không có nút giao thông khác mức. Ngay sau đó không lâu vào năm 1924, Đường công viên Bronx River được khánh thành thông xe. Đường công viên The Bronx River là con đường đầu tiên tại Bắc Mỹ có sử dụng một dải đất để phân cách các làn xe ngược chiều. Nó được xây dựng băng qua một công viên và tại đó các đường phố khác băng ngang nó bằng các cầu vượt.
Autobahn Bonn–Cologne bắt đầu được xây dựng vào năm 1929 và được thị trưởng Cologne khánh thành năm 1932.
Ở Canada, tiền thân đầu tiên của đường cao tốc là Đường giữa (The Middle Road) nối Hamilton và Toronto, đường có dải phân cách giữa các luồng giao thông đối diện, cũng như nút giao thông hình cỏ ba lá đầu tiên của quốc gia. Đường cao tốc này đã phát triển thành Đường Queen Elizabeth, nơi có nút giao thông dạng hoa thị và kèn trumpet khi mở cửa vào năm 1937, và cho đến Chiến tranh thế giới thứ hai, nó tự hào là đoạn đường được chiếu sáng dài nhất được xây dựng. Một thập kỷ sau, đoạn đầu tiên của Quốc lộ 401 được thông xe, dựa trên thiết kế trước đó. Kể từ đó, nó đã trở thành đường cao tốc bận rộn nhất thế giới.

## Thiết kế

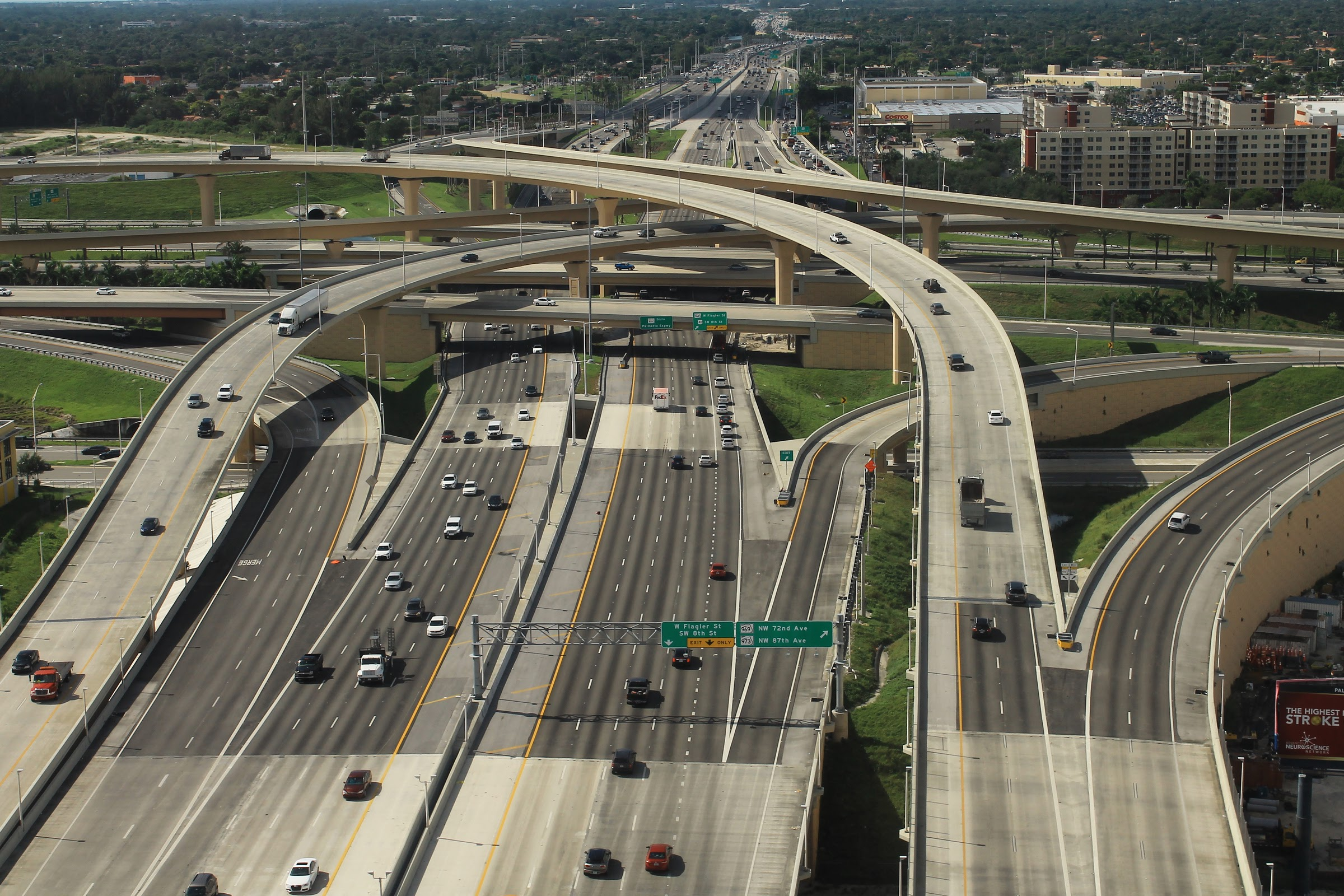
Nút giao khác mức giữa Đường cao tốc Dolphin và Đường cao tốc Palmetto (Nút giao Dolphin–Palmetto) ở Greater Miami, Florida, Hoa Kỳ

Theo định nghĩa, đường cao tốc không có nút giao cùng mức với các đường bộ, đường sắt hoặc đường chung khác. Do đó, không cần có đèn giao thông và giao thông trên đường cao tốc thường không cần dừng lại khi có tín hiệu giao thông. Một số quốc gia, chẳng hạn như Hoa Kỳ, cho phép một số trường hợp ngoại lệ hạn chế: một số cây cầu di động, chẳng hạn như Cầu Liên tiểu bang trên Xa lộ Liên tiểu bang 5 giữa Oregon và Washington, yêu cầu người lái xe phải dừng khi tàu thuyền lưu thông.

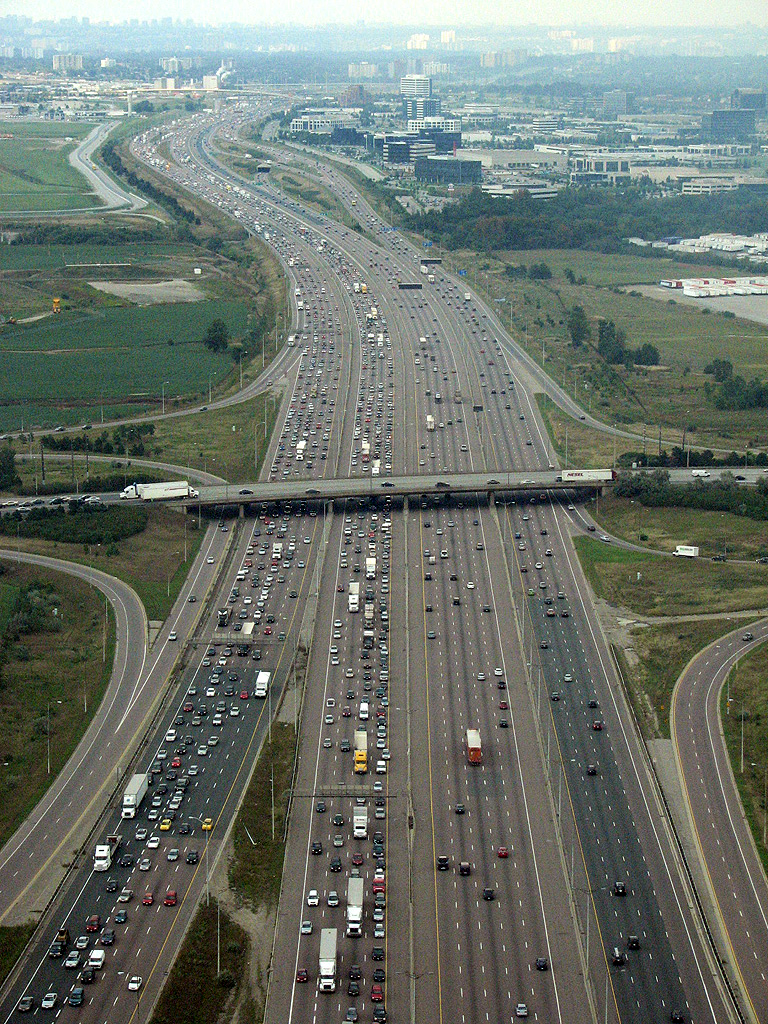
Quốc lộ 401 ở Nam Ontario, Canada. Là một ví dụ về thiết kế đường gom-cao tốc, tuyến đường này có bốn làn đường xuyên qua Toronto.

Việc băng qua các đường cao tốc bằng các tuyến đường khác thường được thực hiện bằng cách phân mức dưới dạng đường hầm hoặc cầu vượt. Ngoài vỉa hè gắn liền với các con đường cắt ngang đường cao tốc, cầu hoặc đường hầm dành riêng cho người đi bộ cũng có thể được xây dựng. Những cấu trúc này cho phép người đi bộ và người đi xe đạp băng qua đường cao tốc tại điểm đó mà không cần phải đi đường vòng đến nơi băng qua đường gần nhất.
Lối vào đường cao tốc thường chỉ được cung cấp tại các nút giao khác mức, mặc dù vào phải/ra phải theo tiêu chuẩn thấp hơn (vào trái/ra trái ở các quốc gia lái xe bên trái) có thể được sử dụng để kết nối trực tiếp với đường phụ. Trong nhiều trường hợp, các nút giao thông phức tạp cho phép chuyển tiếp suôn sẻ, không bị gián đoạn giữa các đường cao tốc giao nhau và các đường huyết mạch đông đúc. Tuy nhiên, đôi khi cần phải rẽ vào đường chuyển tiếp để chuyển từ xa lộ này sang xa lộ khác. Một ví dụ ở Hoa Kỳ (nổi tiếng về tình trạng tắc đường) là tuyến nối từ Xa lộ Liên tiểu bang 70 đến Xa lộ có thu phí Pennsylvania (Xa lộ Liên tiểu bang 70 và Xa lộ Liên tiểu bang 76) qua thị trấn Breezewood, Pennsylvania.
Giới hạn tốc độ thường cao hơn trên đường cao tốc và đôi khi không tồn tại (như trên phần lớn mạng lưới Autobahn của Đức). Vì tốc độ cao hơn làm giảm thời gian quyết định nên đường cao tốc thường được trang bị số lượng biển báo giao thông lớn hơn các đường khác và bản thân biển báo cũng lớn hơn. Biển chỉ dẫn thường được gắn trên cầu vượt hoặc giàn trên cao để người lái xe có thể nhìn thấy mỗi làn đường đi đến đâu. Số lối ra thường được lấy từ khoảng cách của lối ra tính bằng dặm hoặc km tính từ điểm bắt đầu của đường cao tốc. Ở một số khu vực, có các khu vực dịch vụ (trạm dừng chân) trên đường cao tốc, cũng như thường xuyên có điện thoại khẩn cấp.
Ở châu Âu và một số nước khác, đường cao tốc thường có những đặc điểm như:
- Tốc độ thiết kế trong khoảng 100–130 km/h
- Giá trị tối thiểu cho bán kính đường cong ngang khoảng 750 đến 900 m.
- Độ dốc dọc tối đa thường không vượt quá 4% đến 5%.
- Các mặt cắt ngang có tối thiểu hai làn xe chạy qua cho mỗi hướng di chuyển, với chiều rộng là 3,50 đến 3,75 m, mỗi làn được phân tách bằng dải phân cách ở giữa.
- Vùng không có chướng ngại vật có phạm vi từ 4,5 đến 10 m (15 đến 33 ft) hoặc lắp đặt các hệ thống hạn chế xe thích hợp.
- Thiết kế phù hợp các nút giao khác mức để cung cấp sự di chuyển giao thông giữa hai hoặc nhiều đường ở các cao độ khác nhau.
- Việc xây dựng đường hầm và cầu vượt thường xuyên hơn (so với các loại đường khác), đòi hỏi thiết bị và phương pháp vận hành phức tạp.
- Lắp đặt các thiết bị đường bộ và thiết bị điều khiển giao thông hiệu quả cao.[15]

Sơ đồ thể hiện làn đường và bố cục đường (vạch kẻ đường ở Ireland) bằng tiếng Anh

### Mặt cắt ngang
Đường cao tốc hai làn xe thường không có dải phân cách và đôi khi được xây dựng khi lưu lượng giao thông thấp hoặc lộ giới hạn chế; chúng có thể được thiết kế để dễ dàng chuyển đổi thành một bên của đường cao tốc bốn làn. (Ví dụ: hầu hết Đường cao tốc Bert T. Combs Mountain ở phía đông Kentucky có hai làn đường, nhưng công việc mở rộng tất cả thành bốn làn đường đã bắt đầu.) Những con đường này thường được gọi là Đường siêu hai (Super two road). Một số con đường như vậy nổi tiếng với tỷ lệ va chạm chết người cao; một kết quả vì chúng được thiết kế cho khoảng cách tầm nhìn ngắn (đủ cho đường cao tốc không có xe cộ chạy ngược chiều, nhưng không đủ cho những năm hoạt động như đường hai làn có xe cộ chạy ngược chiều). Một ví dụ về "Đường cao tốc đến địa ngục" như vậy là tuyến đường E4 của Châu Âu từ Gävle đến Axmartavlan, Thụy Điển. Tỷ lệ va chạm cao gây thương tích cá nhân nghiêm trọng trên những con đường đó (và tương tự) không dừng lại cho đến khi rào chắn va chạm ở giữa được lắp đặt, biến các vụ va chạm gây tử vong thành va chạm không gây tử vong. Mặt khác, đường cao tốc thường có ít nhất hai làn đường mỗi hướng; một số tuyến đường đông đúc có thể có tổng cộng tới 16 làn đường trở lên.
Tại San Diego, California, Xa lộ Liên tiểu bang 5 có hệ thống làn đường cao tốc và địa phương tương tự với chiều rộng tối đa 21 làn trên đoạn dài 2 dặm (3,2 km) giữa Xa lộ Liên tiểu bang 805 và Xa lộ Tiểu bang California 56. Tại Mississauga, Ontario, Xa lộ 401 sử dụng làn đường gom cao tốc với tổng 18 làn đường qua nút giao với Quốc lộ 403/Quốc lộ 410 và Quốc lộ 427.
Những đường cao tốc rộng này có thể sử dụng các làn đường gom và cao tốc riêng biệt để phân tách giao thông khỏi giao thông địa phương hoặc các làn đường đặc biệt dành cho xe chở nhiều, như một hạn chế đặc biệt đối với làn đường trong cùng hoặc đường riêng, để khuyến khích việc đi chung xe. Các làn đường HOV hoặc đường dành cho tất cả các phương tiện giao thông này có thể là làn đường có thể đảo ngược, cung cấp nhiều năng lực hơn theo hướng có mật độ giao thông đông đúc và đảo chiều trước khi chuyển hướng giao thông. Đôi khi, đường gom, một phiên bản ngắn hơn của làn đường địa phương, chuyển sự đan xen giữa các nút giao thông có khoảng cách gần nhau sang đường riêng biệt hoặc loại bỏ hoàn toàn đường đó.
Ở một số nơi trên thế giới, đặc biệt là ở Hoa Kỳ, đường song hành là một phần không thể thiếu của hệ thống đường cao tốc. Những con đường song song này cung cấp sự chuyển tiếp giữa giao thông tốc độ cao và giao thông địa phương. Các đường dẫn thường xuyên tạo điều kiện tiếp cận giữa đường cao tốc và đường song hành, từ đó tạo điều kiện tiếp cận trực tiếp tới các con đường địa phương và các doanh nghiệp.
Ngoại trừ trên một số đường cao tốc hai làn (và rất hiếm khi xảy ra trên các đường cao tốc rộng hơn), dải phân cách ngăn cách các hướng giao thông ngược chiều. Dải này có thể đơn giản như một bãi cỏ hoặc có thể bao gồm rào chắn va chạm như "rào chắn Jersey" hoặc "Bức tường cao Ontario" để ngăn va chạm trực diện. Trên một số đường cao tốc, hai làn đường được xây dựng theo hướng khác nhau; điều này có thể được thực hiện để tận dụng các hành lang sẵn có ở khu vực miền núi hoặc để tạo ra các hành lang hẹp hơn qua các khu đô thị đông đúc.

### Kiểm soát lối ra vào
Kiểm soát lối ra vào liên quan đến tình trạng pháp lý giới hạn các loại phương tiện có thể sử dụng đường cao tốc, cũng như thiết kế đường giới hạn các điểm mà chúng có thể tiếp cận.
Các đường huyết mạch thường sẽ có kiểm soát ra vào một phần, nghĩa là các đường phụ sẽ giao nhau với đường chính cùng mức, thay vì sử dụng các nút giao, nhưng đường có thể không kết nối trực tiếp với đường chính và người lái xe phải sử dụng các đường giao nhau để tiếp cận khu đất liền kề. Tại các nút giao thông huyết mạch có đường phụ tương đối yên tĩnh, giao thông được điều khiển chủ yếu bằng biển báo dừng hai chiều, không gây gián đoạn đáng kể cho giao thông sử dụng đường cao tốc chính. Bùng binh thường được sử dụng tại các giao lộ đông đúc hơn ở châu Âu vì chúng giúp giảm thiểu tình trạng gián đoạn giao thông, trong khi các tín hiệu giao thông gây cản trở giao thông lớn hơn vẫn được ưa chuộng ở Bắc Mỹ. Thỉnh thoảng có thể có nút giao thông với các tuyến đường huyết mạch khác. Ví dụ như US 23 giữa ga cuối phía đông của SR 15 và Delaware, Ohio, cùng với SR 15 giữa ga cuối phía đông và I-75, US 30, SR 29/US 33 và US 35 ở phía tây và trung tâm Ohio.

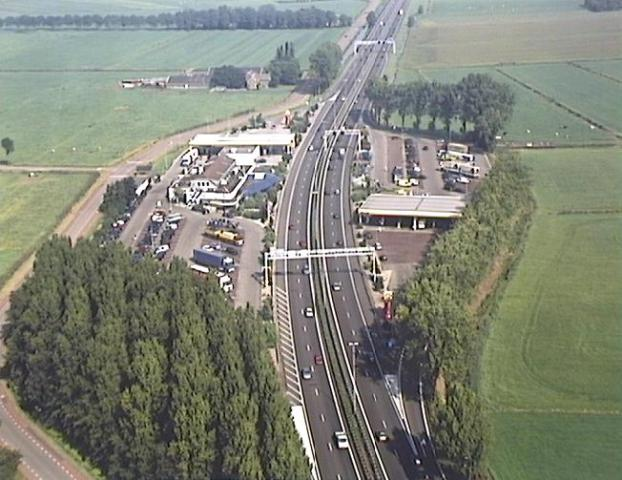
Trạm dừng nghỉ De Lucht trên đường A2 ở Hà Lan - trạm dừng nghỉ điển hình ở Hà Lan với các dịch vụ (đổ xăng, giải khát và nhà vệ sinh). Cách truy cập duy nhất là thông qua đường cao tốc mà nó phục vụ.

### Xe thô sơ trên đường cao tốc
Đường cao tốc thường được giới hạn cho các phương tiện cơ giới có công suất hoặc trọng lượng tối thiểu; biển báo có thể cấm người đi xe đạp, người đi bộ và người cưỡi ngựa và áp đặt tốc độ tối thiểu. Phương tiện giao thông không có động cơ có thể sử dụng các tiện ích trong cùng một lộ trình, chẳng hạn như vỉa hè được xây dựng dọc theo các cây cầu tiêu chuẩn đường cao tốc và đường đa dụng bên cạnh các đường cao tốc như Đường mòn Suncoast dọc theo Đường Suncoast Parkway ở Florida.
Ở một số khu vực của Hoa Kỳ, đặc biệt là nơi đường cao tốc thay thế đường hiện có cho phép xe thô sơ đi lại trên đường cao tốc. Các tiểu bang khác nhau của Hoa Kỳ có luật khác nhau. Đi xe đạp trên đường cao tốc ở Arizona có thể chỉ bị cấm khi có tuyến đường thay thế được đánh giá là tương đương hoặc tốt hơn cho việc đi xe đạp. Wyoming, bang có mật độ dân số thấp thứ hai, cho phép đạp xe trên tất cả các đường cao tốc. Oregon cho phép xe đạp ngoại trừ trên các đường cao tốc đô thị cụ thể ở Portland và Medford.

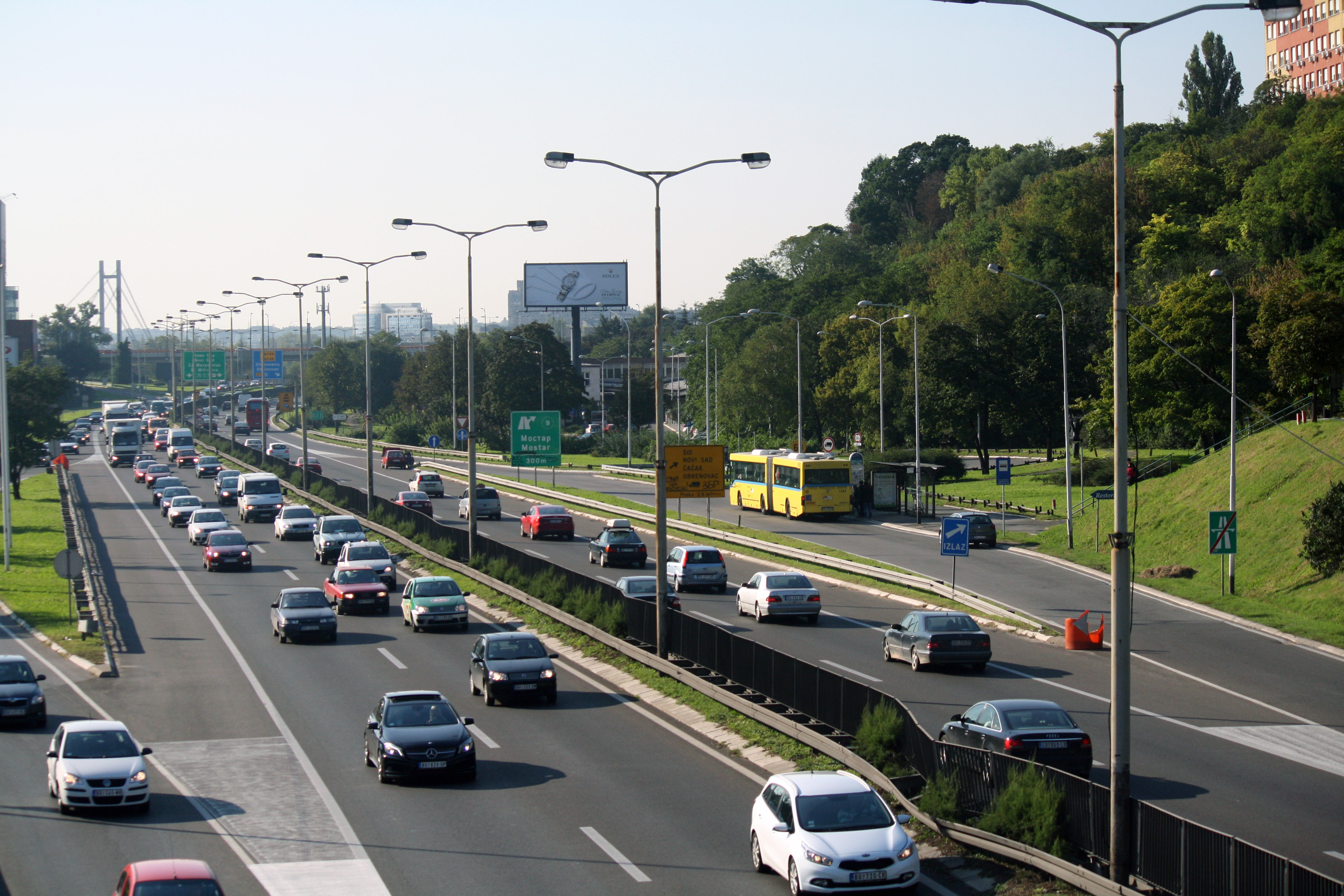
Đường cao tốc đô thị Belgrade, được xây dựng từ năm 1970 đến năm 1977, yêu cầu phá bỏ đường phố và nhà cửa, đặc trưng của đường cao tốc đô thị. Ở Novi Beograd, đường cao tốc đã được bố trí sẵn và không cần phải phá dỡ.

### Kỹ thuật thi công
Cách thường xuyên nhất để xây dựng các đường cao tốc là xây dựng chúng từ đầu sau khi các chướng ngại vật như rừng hoặc các tòa nhà đã được dọn sạch. Đôi khi chúng làm cạn kiệt đất nông nghiệp, nhưng các phương pháp khác đã được phát triển vì lý do kinh tế, xã hội và thậm chí cả môi trường.
Đường cao tốc hoàn chỉnh đôi khi được thực hiện bằng cách chuyển đổi đường cao tốc cùng mức hoặc thay thế nút giao cùng mức bằng cầu vượt; tuy nhiên, ở Hoa Kỳ, bất kỳ giao lộ cùng mức nào kết thúc đường cao tốc thường vẫn là giao lộ cùng mức. Thông thường, khi có đường cao tốc hoặc đường cao tốc không có dải phân cách hai làn xe, nó được chuyển đổi bằng cách xây dựng một hành lang đôi song song và để lại dải phân cách giữa hai hướng đi. Làn đường đi lại ở dải phân cách của hành lang hai chiều cũ trở thành làn đường mới.
Các kỹ thuật khác liên quan đến việc xây dựng đường cao tốc mới ở phía bên của đường cao tốc được phân cách, nơi có nhiều lối đi riêng ở một bên và đôi khi có đường lái xe dài ở phía bên kia kể từ khi có chính sách nới lỏng để mở rộng, đặc biệt là ở khu vực nông thôn.
Khi thêm đường thứ ba, đôi khi nó có thể dịch chuyển đường đi định hướng thêm 20–60 mét (hoặc có thể nhiều hơn tùy thuộc vào tình trạng sẵn có của đất) như một cách để duy trì lối đi riêng ở một bên có lợi hơn bên kia. Các phương pháp khác liên quan đến việc xây dựng một tuyến đường dịch vụ giúp rút ngắn các đường lái xe dài (thường dưới 100 mét).

## Đường cao tốc tại Việt Nam
Các đoạn đường cao tốc Pháp Vân – Cầu Giẽ, đường cao tốc Thành phố Hồ Chí Minh – Trung Lương, đường cao tốc Liên Khương – Prenn là những đoạn đầu tiên cho mạng đường ô tô cao tốc theo quy hoạch. Chi phí xây dựng đường cao tốc khá cao, từ 5–7 triệu USD/1 km lên đến 10–12 triệu USD/1 km, trong khi đó lưu lượng xe trên đường khi đưa vào khai thác rất thấp, vì Việt Nam mới có hơn 3 triệu ôtô các loại, trong khi đó nước Đức với số dân tương đương Việt Nam lại có tới hơn 40 triệu ôtô con, riêng thành phố Băng Cốc (Thái Lan) có tới hơn 4 triệu xe…
Các dự án đường cao tốc không được giới đầu tư quan tâm, mâu thuẫn là chính phủ muốn có dự án BOT các công trình giao thông nhưng không muốn phát triển ôtô cá nhân, phát triển nhanh ô tô sẽ tắc đường, nên đánh thuế cao dẫn tới giá xe ở Việt Nam cao. Không bán nhiều ô tô không thu được thuế, làm đường ra có ít xe ô tô chạy, xe máy lại không thu phí, sẽ không thu hồi được vốn.

## Các quốc gia và vùng lãnh thổ có hệ thống đường cao tốc đã được đưa vào khai thác
Châu Âu
- Albania
- Áo
- Bỉ
- Bosna và Hercegovina
- Bulgaria
- Croatia
- Cộng hòa Séc
- Đan Mạch
- Phần Lan
- Pháp
- Đức
- Hy Lạp
- Hungary
- Ireland
- Ý
- Litva
- Hà Lan
- Bắc Macedonia
- Na Uy
- Ba Lan
- Bồ Đào Nha
- România
- Serbia
- Slovakia
- Slovenia
- Tây Ban Nha
- Thụy Điển
- Thụy Sĩ
- Vương quốc Anh

Châu Á
- Afghanistan
- Armenia
- Azerbaijan
- Bangladesh
- Campuchia
- Trung Quốc
- Síp
- Gruzia
- Hồng Kông
- Ấn Độ
- Indonesia
- Iran
- Iraq
- Israel
- Nhật Bản
- CHDCND Triều Tiên
- Hàn Quốc
- Lào
- Liban
- Malaysia
- Myanmar
- Pakistan
- Philippines
- Ả Rập Xê Út
- Singapore
- Sri Lanka
- Syria
- Đài Loan
- Thái Lan
- Thổ Nhĩ Kỳ
- Uzbekistan
- Việt Nam

Châu Phi
- Algérie
- Ai Cập
- Ethiopia
- Kenya
- Maroc
- Mozambique
- Nigeria
- Nam Phi

Châu Mỹ
- Brasil
- Canada
- El Salvador
- México
- Puerto Rico
- Hoa Kỳ

Châu Đại Dương
- Úc
- New Zealand